# Balabagan
Balabagan é um município de  quarta classe de renda municipal (d) na província Lanao do Sul, nas Filipinas. De acordo com o censo de 1 de maio  de  2020 possui uma população de 29 863 pessoas e 5 170 domicílios.